# Дзамбрини, Лино
Ли́но Дзамбри́ни (итал. Lino Zambrini; 6 сентября 1911 — 3 января 1939) — итальянский танкист, чернорубашечник, участник Второй итало-эфиопской войны и Гражданской войны в Испании. Кавалер высшей награды Италии за подвиг на поле боя — золотой медали «За воинскую доблесть» (1939, посмертно).

## Биография
Родился 6 сентября 1911 года в коммуне Имола, провинция Болонья, Королевство Италия.
В 1932 году — лейтенант 26-го артиллерийского полка.
В 1935 году записался добровольцем в эритрейский 3-й взвод 19-го артиллерийского полка 19-й пехотной дивизии «Гавинана» (итал. «Gavinana») чернорубашечников. В декабре того же года Лино Дзамбрини направлен в пехотный взвод добровольцев (итал. Gruppo Bande) в Кэрэн. После боя у перевала Аф Гага участвовал во взятии Гондэра, истока Голубого Нила и Дэбрэ-Маркоса.
В 1938 году командир группы танкистов (итал. Capomanipolo Carrista) L3/35 штурмового батальона Ардити танковой группы дивизии «Литторио» Лино Дзамбрини мобилизован в 9-й батальон чернорубашечников для участия в Гражданской войны в Испании.
Погиб в бою 3 января 1939 года.

Будучи первым при штурме укреплённых позиций врага, неутомимый вдохновитель своих людей был тяжело ранен шрапнелью, и сознавая свою скорую гибель, прежде чем отступить от занятых позиций, хотел призвать своих подчинённых продолжать борьбу. И командир батальона вскрикнул с улыбкой на лице: «Я льщу себя надеждой, что для меня все кончено, но я умру спокойно и счастливо, выполнив свой фашистский долг до конца».
Барранко, отметка 340-320-300; северо-восточнее Когуль, 26,500 км шоссе Альбажес-Кастельданс, 3 января 1939
Оригинальный текст (итал.)Primo nell’assalto di forte posizione nemica, animatore instancabile dei propri uomini, ferito gravemente da scheggia di granata e conscio della propria fine, volle, prima di abbandonare la posizione conquistata, incitare i suoi dipendenti a persistere nella lotta. Al proprio comandante di battaglione che lo rincuorava rispondeva: «Non mi illudo, per me è finita, muoio però tranquillo e contento per aver compiuto fino all’ultimo il mio dovere di fascista».

Barranco di quota 340-320-300; N. W. carrareccia Cogul, km. 26,500 strada Albaces - Casteldans, 3 gennaio 1939.
— Из представления к награде

## Награды
- Золотая медаль «За воинскую доблесть» (1939, посмертно)